# Place Gorki
La place Gorki (officiellement place Maxime Gorki, Площадь Максима Горького) est une des places centrales de la ville de Nijni Novgorod en Russie. Elle doit son nom à l'écrivain Maxime Gorki natif de la ville et dont elle reçut le nom à l'époque soviétique. Elle se trouve au croisemement de la rue Bolchaïa Pokrovskaïa et de la rue Gorki.
Un square se trouve au milieu de la place.

## Histoire

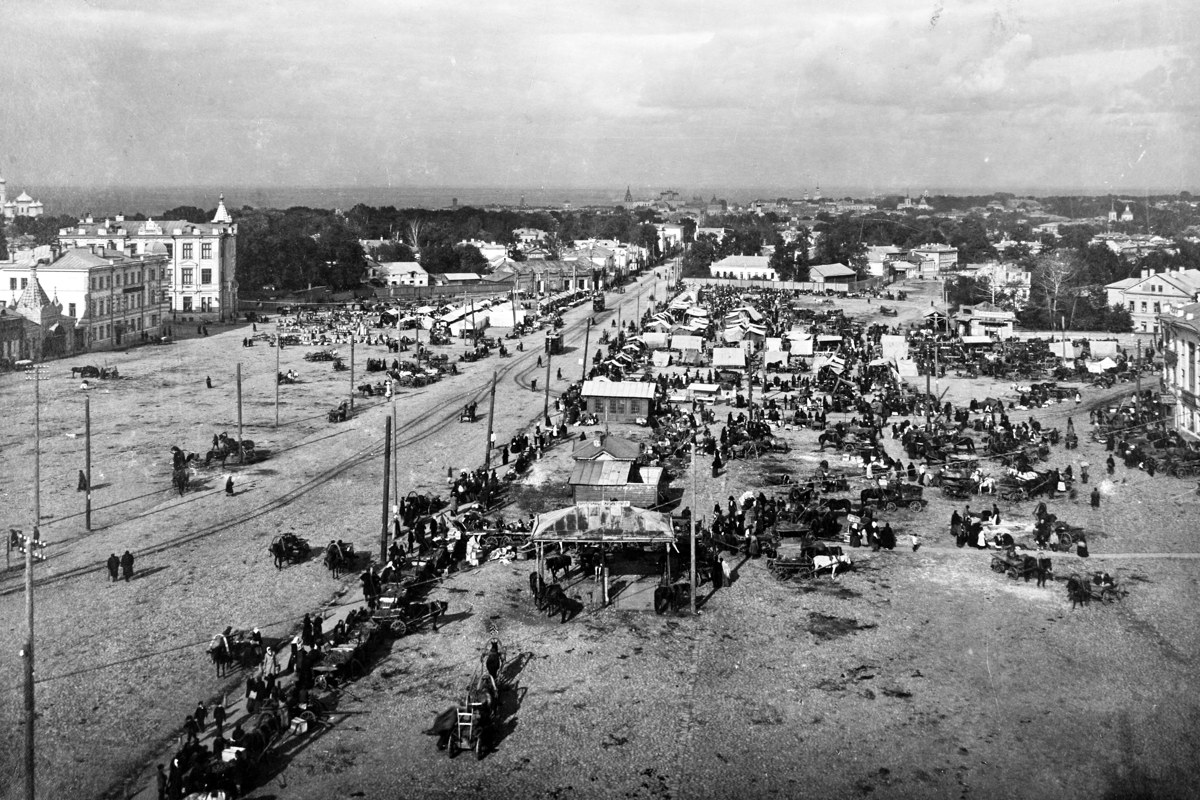
Vue à la fin du XIXe siècle.

Il y avait un ravin au début du XIXe siècle qui fut comblé par des travaux sous la direction de l'ingénieur P. Gotmann. Les contours de la place sont tracés en 1842 par l'architecte Georg Kiesewetter. 
Les premiers bâtiments à être édifiés sur la place - dite place Nouvelle - sont une prison, une maison de redressement et un orphelinat de garçons fondé par la comtesse Koutassova. Au début du XXe siècle, une église est construite pour l'orphelinat, l'église Saint-Jean (disparue aujourd'hui).
À la fin du XIXe siècle,  un marché à ciel ouvert y est organisé qui est l'un des plus importants de l'endroit. Les paysans des villages alentour s'y pressaient la veille des jours de marché et y passaient la nuit. À l'époque soviétique, le marché est démantelé et installé rue Belinski. On aménage un square au milieu de la place et des arrêts d'autobus sont organisés, ce qui en fait une place toujours très animée.

## Édifices remarquables

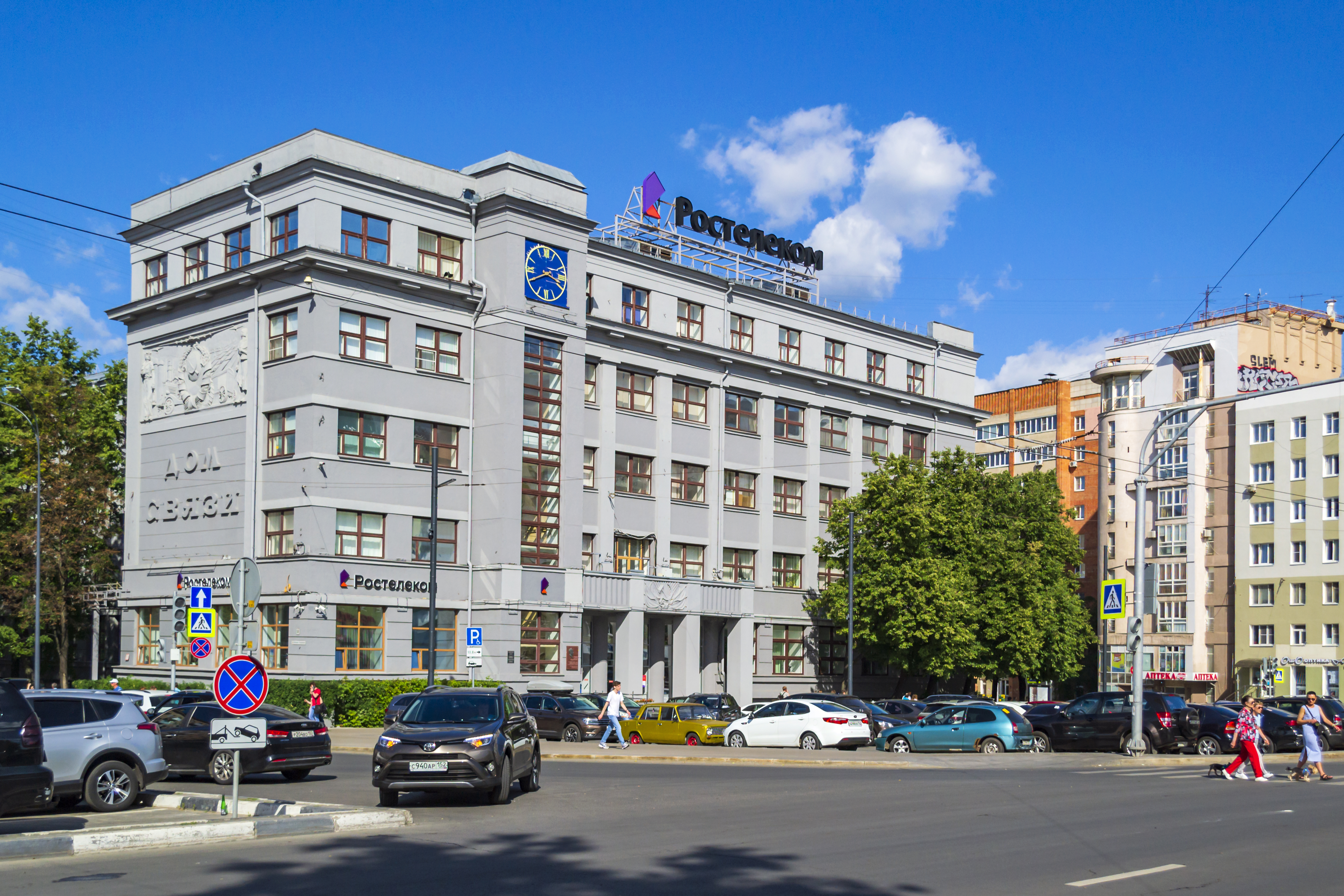
Poste principale et le siège de Rostelecom.

- N° 3/1 : ancienne école ينبنبفنقننقنبتبتقعذ

تثتقتقعثنثنعقهبهقنقتقتث
Alexandre II;
- Statue de Maxime Gorki (par Vera Moukhina, architectes Pavel Steller et Viktor Lebedev);
- Poste principale.

## Transports
Métropolitain:
- Station Gorkovskaïa (ligne 1)

Autobus:

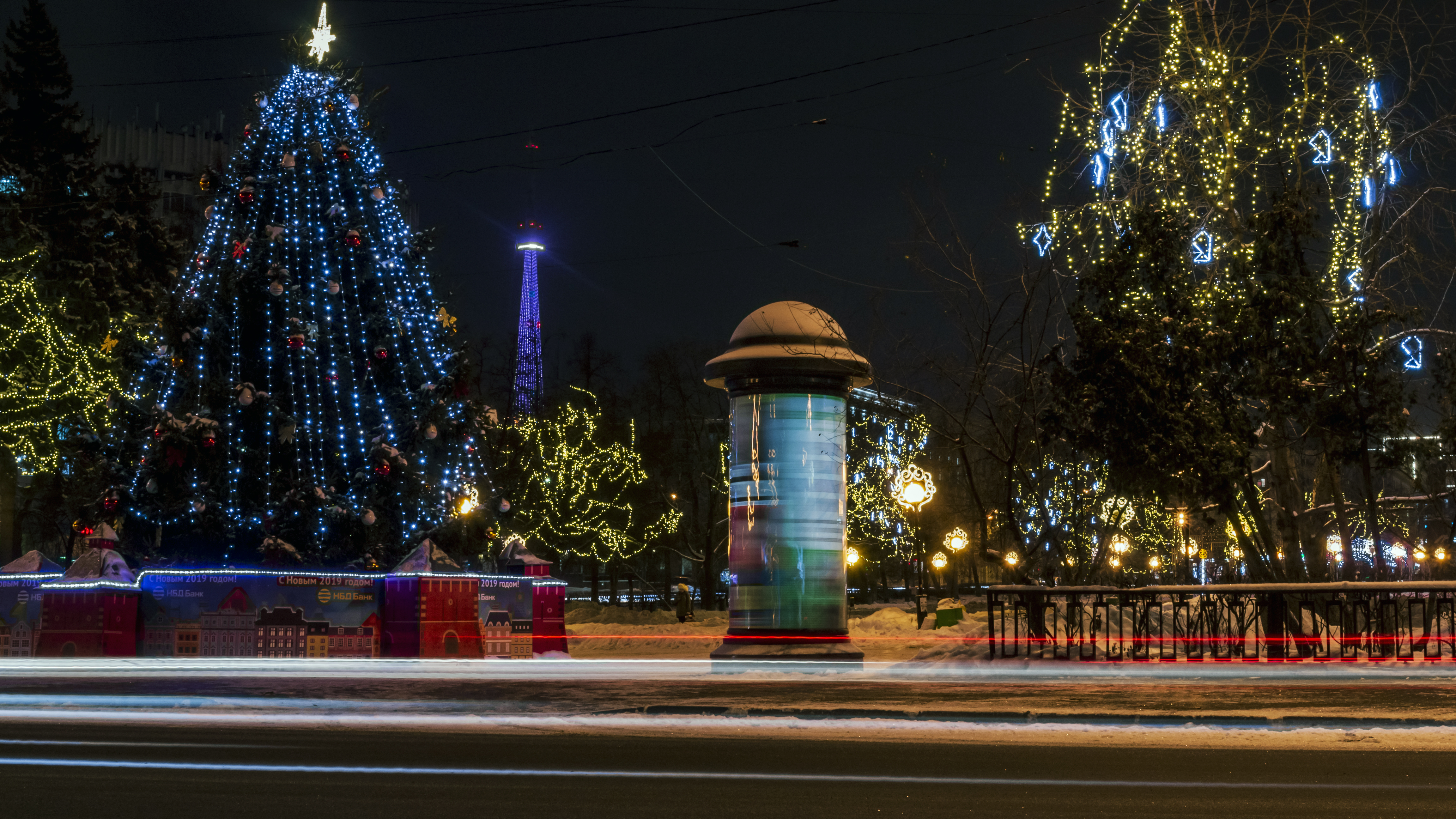
Arbre de Noël sur la place.

- № 1 « Place de Minine et Pojarski — Berge de l'Oka (Окский берег) »
- № 5 «Place Gorki (Площадь Горького) — sloboda Podnovié (слобода Подновье)»
- № 16 «Place Gorki (Площадь Горького) — rue Rodionov (ул. Родионова) — Kouznetchikha (Кузнечиха)-2»
- № 26 «Rue Dolgopolov (Улица Долгополова) — rue Beketov (ул. Бекетова) — Kouznetchikha (Кузнечиха)-2»
- № 30 «Place Gorki (Площадь Горького) — Tcherpitchni (пос. Черепичный)»
- № 40 «Verkhnie Petchiori (Верхние Печёры) — quartier Sud (мкр. Юг)»
- № 41 «Station Strelka — quartier des Fleurs (мкр. Цветы)»
- № 43 «Rue Dolgopolov (Улица Долгополова) — gare autoroutière Chtcherbinki (автовокзал „Щербинки“)»
- № 45 «Verkhnie Petchiori (Верхние Печёры) — ZKPD-4 (ЗКПД-4)»
- № 58 «Rue Delovaïa (Улица Деловая) — rue Kosmitcheskaïa (Улица Космическая) »
- № 64 «Rue Oussilov (Улица Усилова) — Sotsgorod (Соцгород)-2»
- № 68 «Place de Minine et Pojarski (Площадь Минина и Пожарского) — rue Kosmitcheskaïa (Улица Космическая)»
- № 80 «Rue Dolgopolov (Улица Долгополова) — chaussée Ankoudinovskoïe (Анкудиновское шоссе) — Kouznetchikha (Кузнечиха)-2»

Trolleybus 9, 31.

## Anciens noms
- Place Nouvelle (Новая площадь)
- Place Arestantskaïa (Арестантская площадь)
- Place du Nouveau-Bazar (Новобазарная площадь)
- Place du 1er-Mai (Площадь им. Первого мая)